# آرثر أرنولد (كاتب)
آرثر أرنولد (بالفرنسية: Arthur Arnould)‏ هو صحفي وكاتب فرنسي، ولد في 17 أبريل 1833 في ديوس (مدينة) في فرنسا، وتوفي في 26 نوفمبر 1895 في باريس في فرنسا.

## وصلات خارجية
- آرثر أرنولد على موقع ميوزك برينز (الإنجليزية)